# Místní knihovna Černilov
Místní knihovna Černilov je univerzální veřejná profesionalizovaná knihovna zřízená obcí Černilov jako její organizační složka.

## Historie
Historie černilovská veřejná knihovna se datuje od 20. listopadu 1881, kdy proběhla ustavující schůze Čtenářské besedy. U jejího zrodu stál Václav Skákal, zemědělec, písmák, aktivní člen evangelického sboru a také zakladatel černilovského divadelního spolku Tyl. Cílem Besedy bylo pořádání vzdělávacích přednášek, debatních večerů a vzník veřejné čítarný a knihovny. Po roce své existence měla knihovna k dispozici již 300 svazků.

### První republika
Dnem 22. listopadu 1919 byl přijat první knihovnický zákon v Československu, O veřejných knihovnách obecních. Zákon byl inspirován angloamerickou tradicí a zavedl povinnost zřídit knihovnu v každé obci a menšinovou knihovnu tam, kde žilo početné cizojazyčné obyvatelstvo. Zákon také stanovil povinnost zřizovat na obci nezávislé knihovní rady. Ty rady se měly na starost záležitosti provozu knihovny. Všechny tyto faktory měly jistě významně ovlivnily další vývoj knihovnického života v Černilově.

### Změny sídla
Knihovna se po obci, napříč historii, často stěhovala. Čtenářská beseda se nacházela v domě č. p. 259 Antonína Rychetského, pak v domku u Bečků či v hospodě U Půhoných. Beseda se později přeměnila v Obecní knihovnu, která našla své místo v budově tehdejšího Obecního úřadu.

#### Padesátá léta
V roce 1954 byla knihovna přestěhována do budovy „staré školy“, současného Kulturního a spolkového domu v Černilově. Funkci knihovníka zde tehdy vykonával učitel Bohuslav Kříž.

#### Období normalizace
V roce 1968 byla knihovna přestěhována panem Křížem do budovy tehdejšího Místního národního výboru. Funkci knihovníka zde zastával Petr Sysel.
V roce 1969 pan Kříž zachránil před komunisty některé knihy, které měly přijít z ideologických důvodů do stoupy, schovával je u sebe doma a knihovně je navrátil po revoluci v devadesátých letech.
Od roku 1971 do roku 1980 byla černilovská knihovna knihovnou poloprofesionální. Její vedoucí, paní Hana Němcová, dcera pana Sysla, byla jako jediná zástupkyně vesnických knihoven zvána na porady do Okresní knihovny v Hradci Králové. Nástupkyní paní Němcové se v roce 1980 stala její dcera Eva Skákalová, která funkci vedoucí knihovny vykonávala déle než 30 let.

### Rozsáhlá rekonstrukce
Roku 1974 prošla celá budova Obecního úřadu, tedy i sídlo knihovny, rozsáhlou rekonstrukcí. Knihovna získala nové prostory a v roce 1975 byla slavnostně otevřena. 

### Knihovna středisková
Od 1. ledna 1980 se knihovna profesionalizovala a současně se stala tzv. knihovnou střediskovou, tzn. že měla na starost okolní malé knihovny s dobrovolnými knihovníky v Bukovině, Jeníkovicích, Lejšovce, Libníkovicích, Libranticích, Libřicích a ve Výravě.

### Nové tisíciletí
Od 1. ledna 2003 je knihovna plně pod správou obce jako její organizační složka. V roce předala Místní knihovna v Černilově péči o knihovny ve Výravě, Libřicích, Libranticích, Jeníkovicích a Lejšovce Knihovně města Hradce Králové.
Oslavy 140. výročí knihovny se uskutečnily v listopadu 2021 koncertem kapely Epydemye v černilovské sokolovně. V roce 2024 obdržela knihovna dvě ocenění; od Nadace Open Society Fun získala cenu Bibliotheca inspirans za mimořádnou péči o rozvoj a wellbeing jejích zaměstnanců a titul Knihovna roku Královéhradeckého kraje.

## Současnost
Provoz knihovny je zcela elektronický, momentálně se využívá systém Koha. Knihovna se nachází v budově Obecního úřadu, v 1. patře, a tudíž není bezbarierově přístupná. Má oddělení pro dospělé a dětské čtenáře. Absenče i prezenčně půjčuje čtenářům beletrii, naučnou literaturu, periodika, časopisy, komiksy a stolní hry. Čtenáři mají v knihovně k dispozici bezplatný přístup k počítači s tiskárnou. Knihovna má své vlastní webové stránky, na kterých je k nalezení i on-line katalog, čtenáří si tak mohou zkontrolovat výpůjční lhůtu knih, počet vypůjčených knih, rezervovat tituly, stáhnout e-knihy, katalog také nabízí abecední řazení podle tématu, jména autora, názvu knihy, nebo podle signatury. Knihovna pořádá akce jak pro děti, tak i pro starší. 
Knihovna je součástí projektu S knížkou do života (anglicky Bookstart), který má za cíl rozvíjet spolupráci knihoven, rodičů a dětí, vytvářet vztah ke knihám už od kolébky. Pro děti pořádá soutěž Lovci perel, čtenář po výběru knížky označenou samolepkou perly, obdrží hrací kartu s otázkami. Cílem je přečíst knihu a odpovědět na otázky související s obsahem knihy. Za správné zodpovězení otázek získávají hráči herní peníze, tzv. moriony, které mohou směnit za nejrůznější odměny. Pro seniory pořádá individuální školení základní obsluhy počítače, práce s webem a používání mobilního zařízení. Pro větší přednášky knihovna využívá Kulturní a spolkový dům v Černilově.
Knihovna spolupracuje s Masarykovou jubilejní ZŠ a MŠ Černilov, Klubem maminek Dvoreček a s klubem seniorů - Klubem dobré pohody a dalšími subjekty.
Knihovní fond čítá na 15 tisíc svazků. Udržuje si mnoho let, i přes klesající čtenářské trendy, okolo 300 zaregistrovaných čtenářů.

## Galerie

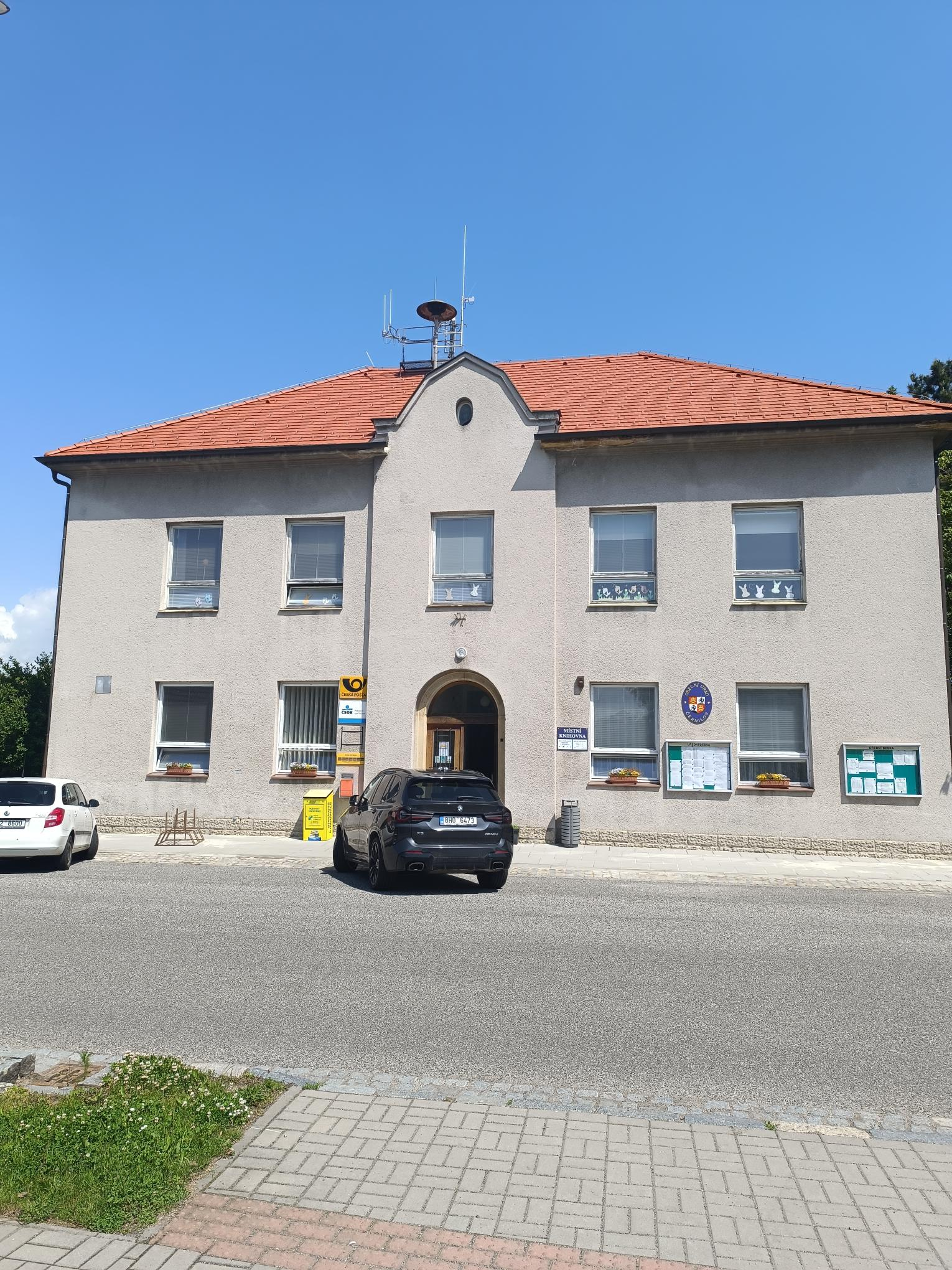
Obecní úřad v Černilově, vchod do sídla knihovny
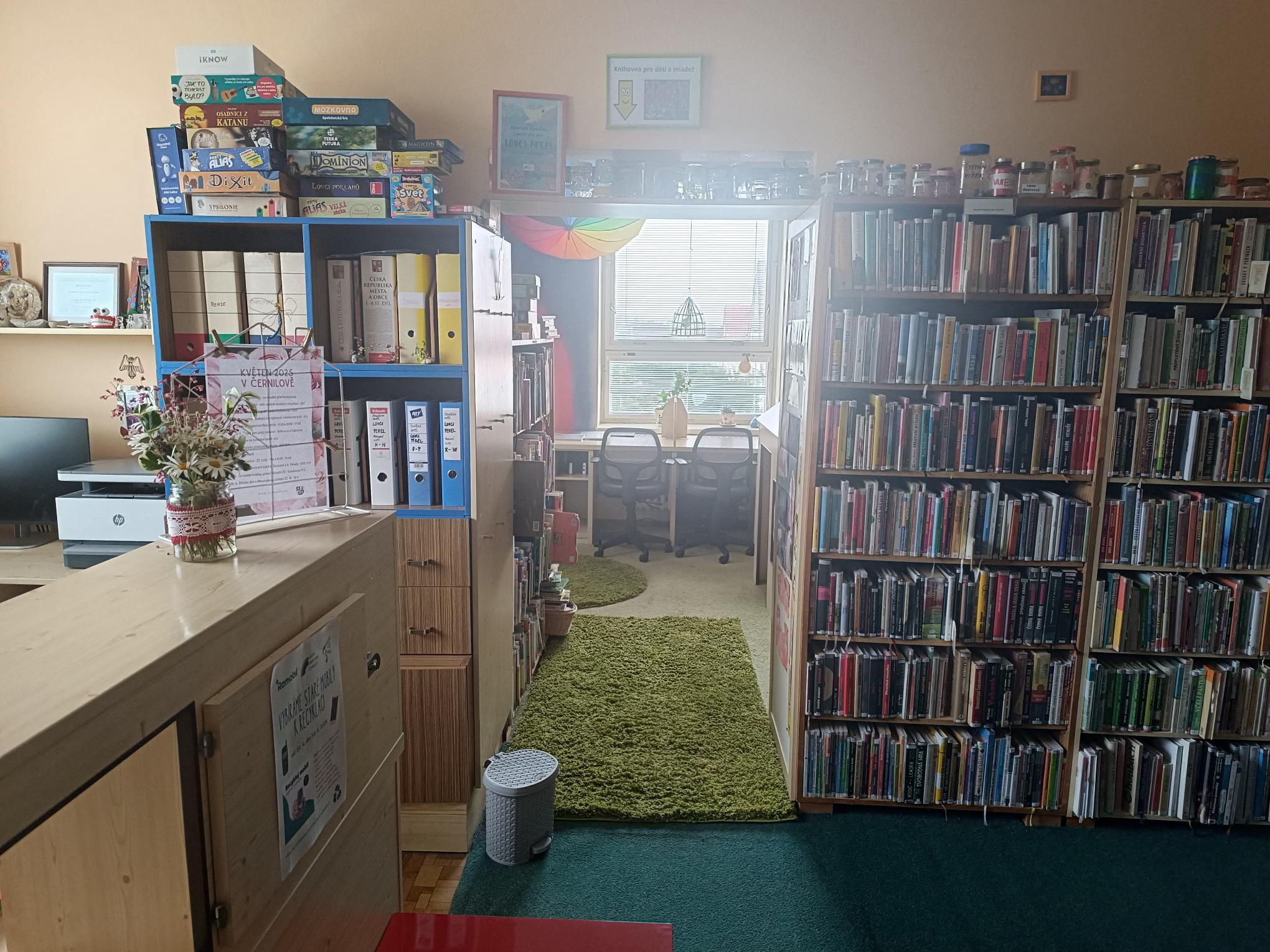
Místní knihovna Černilov, pohled ze vchodu do knihovny na sekci pro mládež
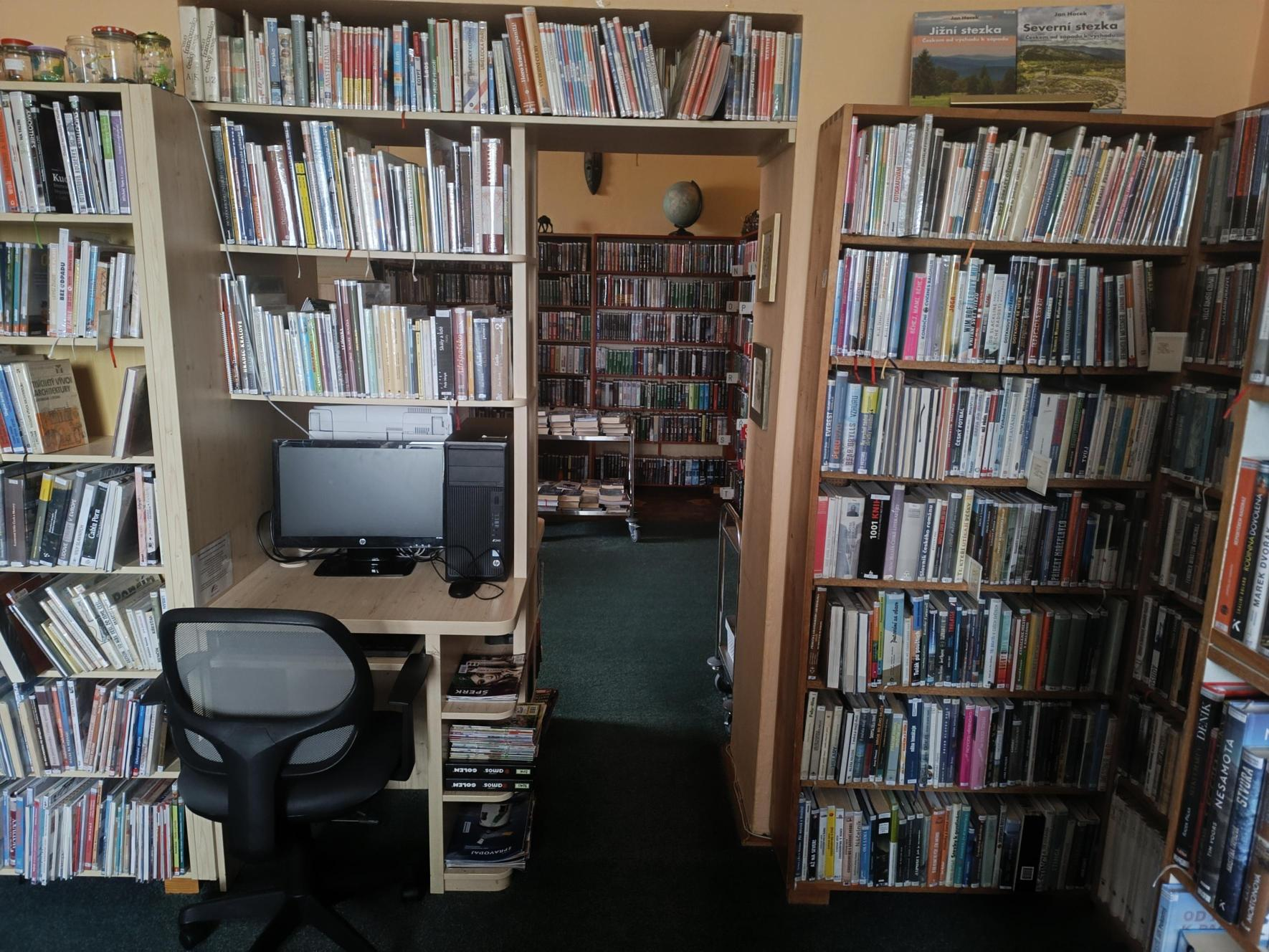
Místní knihovna Černilov, pohled za pultem na počítač a na vstup do sekce pro dospělé
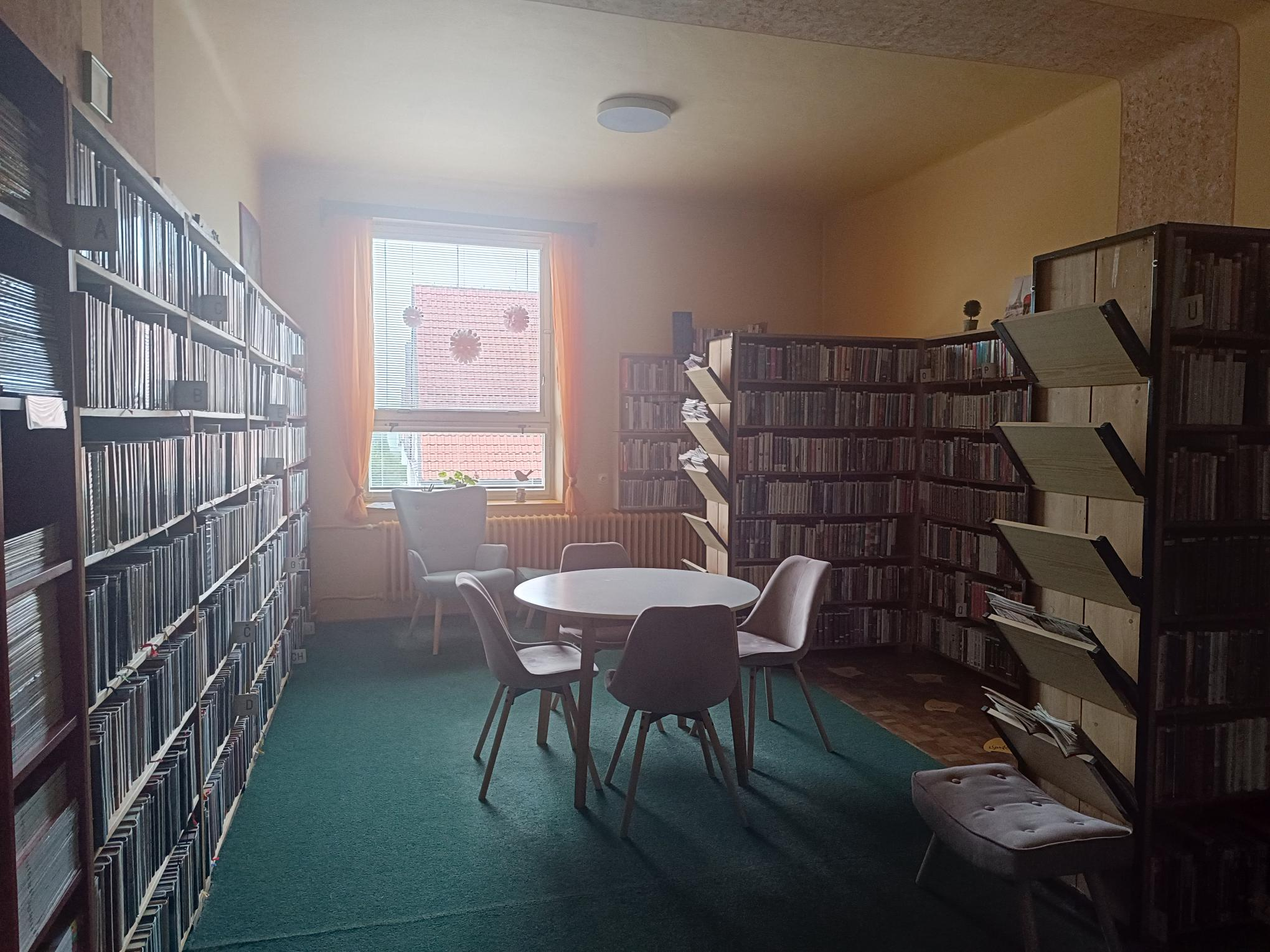
Místní knihovna Černilov, pohled na oddělení pro dospělé z úhlu před regálem na časopisy
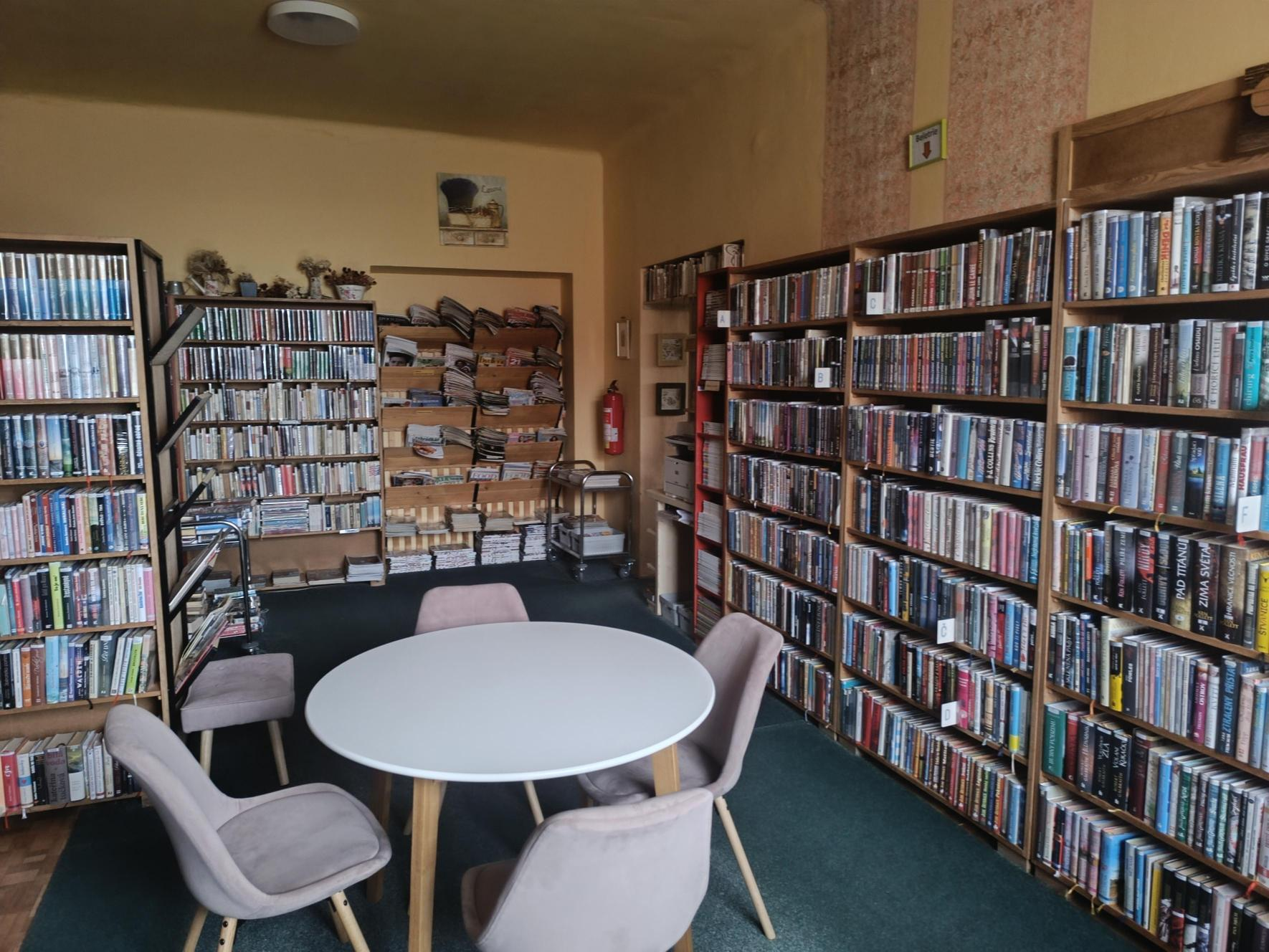
Místní knihovna Černilov, pohled na oddělení pro dospělé z úhlu před oknem
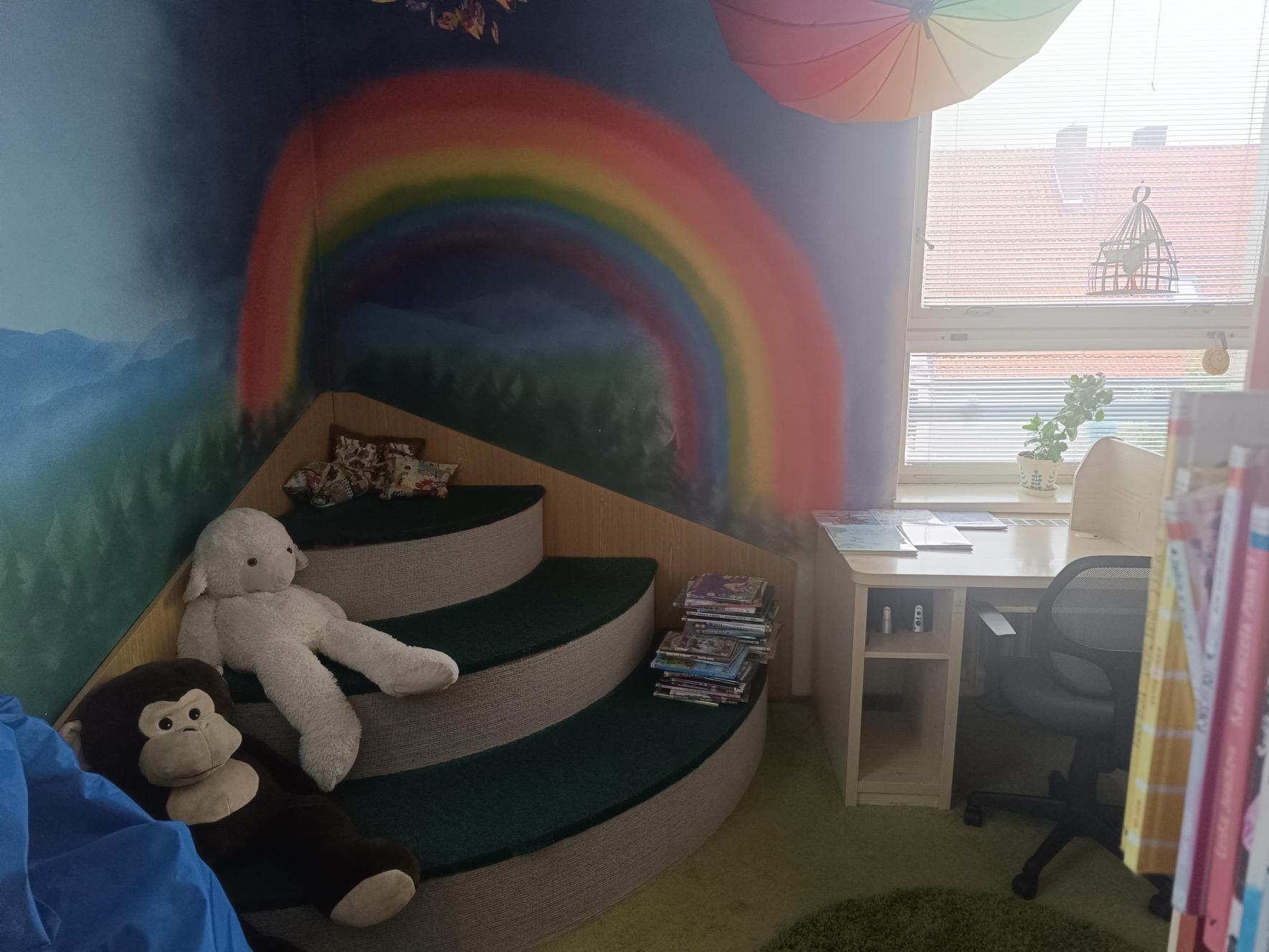
Místní knihovna Černilov, oddělení pro mládež
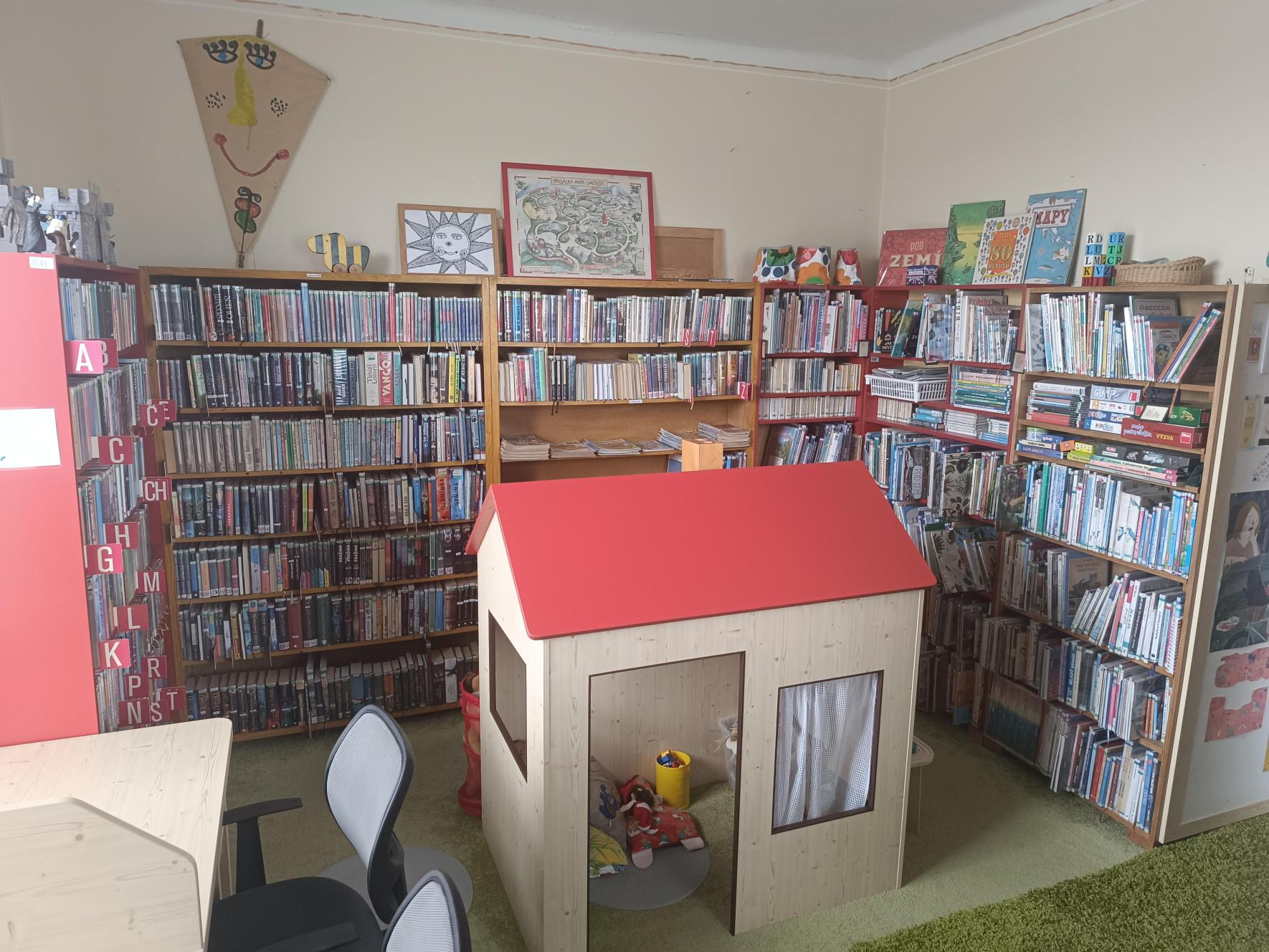
Místní knihovna Černilov, oddělení pro mládež pohled ze schůdků

## Poskytované služby
- Půjčování beletrie, E-knih, naučné literatury, periodik, časopisů, komiksů a stolních her absenčně i prezenčně
- Wi-Fi připojení
- Pořádání kulturních a vzdělávacích akcí pro veřejnost
- Pořádání soutěží pro děti a exkurzí pro ZŠ a MŠ
- Meziknihovní výpujční služba
- Kopírování a tisk z PC
- On-line katalog s možností rezervace knihy